# Vemork
Vemork är en kraftstation som ligger i Rjukan i Telemark fylke. Den ritades av arkitekten Olaf Nordhagen och byggdes av Norsk Hydro 1911, den var på den tiden en av världens största. Invid kraftstationen byggdes under slutet av 1920-talet en byggnad i 6 våningar för framställning av vätgas genom elektrolys av vatten. Vätgasen var en råvara vid framställningen av ammoniak för produktion av Norsk Hydros dåvarande huvudprodukt, konstgödning.  Vid elektrolysprocessen anrikas  tungt vatten, och från 1933 blev denna produkt i liten skala uppkoncentrerad och tillvaratagen, i första hand för forskningsändamål. 
Kraftproduktionen på Vemork har också upphört, vattenkraften tas sedan 1971 tillvara mer effektivt i ett vattenkraftverk insprängt i berget bakom det första kraftverket.
I kraftverksbyggnaden, där turbiner och generatorer står kvar, finns sedan 1986 Norsk industriarbeidermuseum.
Anläggningarna på Vemork en del av industriminnet Rjukan-Notodden, som sedan 2015 är uppfört på Unescos lista över världsarv.

## Tungt vatten
Mot slutet av  1930-talet  fick tungt vatten betydelse för kärnfysiken, och efter den tyska ockupationen  fick Norsk Hydro besked om att öka produktionen. Hur det skulle användas var hemligt, men enligt ickenazistiska tyska forskare som var i kontakt med den norske ledaren för elektrolysavedelningen  på Rjukan, Jomar Brun, var planen att bygga en atomreaktor med naturligt uran och med tungtvatten som moderator. Detta vidarebefordrades via motståndsrörelsen till London, men togs inte tillräckligt allvarligt av engelsmännen, som fruktade att tyskarna hade avancerade planer på en atombomb. Jomar Brun (1904–1993), som 1951 blev professor i teknisk elektrokemi vid Norges tekniske høgskole blev beordrad av norska exilmyndigheter  att lämna sin post och flydde 1942 via Sverige till England, där han uppehöll sig under resten av kriget. 
Det gjordes flera aktioner för att stoppa tillverkningen och exporten av tungt vatten. Direkt berördes anläggningen endast vid den välkända aktionen natten till den 28 februari 1943, då anläggningen för tungvattenproduktion sprängdes av norska soldater ur Kompani Linge. Skadeverkningarna på byggnaden var små, och sex veckor senare kunde anläggningen åter sättas i drift. Ett flygangrepp mot Rjukan med 174 amerikanska bombplan skadade visserligen elektrolysbyggnaden men lämnade tungtvattenanläggningen i bottenvåningen intakt. De flesta bomberna föll på andra platser än avsett och dödade 20 personer. Detta angrepp medförde att den norska produktionen av tungt vatten lades ner, utrustningen demonterades och blev sänt till Tyskland.
Efter kriget återupptogs produktionen av tungt vatten vid Vemork under Bruns ledning. Den lades ned för gott när elektrolysmetoden för vätgasframställning blev olönsam, vilket gjorde att också förutsättningarna för konstgödselproduktionen i Rjukan försvann. Elektrolysverksamheten på Vemork upphörde 1971, och elektrolysbyggnaden stod tom tills den revs genom sprängning 1977.